# Sham Wan
Sham Wan (kinesiska: 深灣, 深湾) är en vik i Hongkong (Kina). Den ligger i den centrala delen av Hongkong.